# Fred Rutten
Fredericus (Fred) Jacobus Rutten (nacido el 5 de diciembre de 1962 en Wijchen, Gelderland) es un entrenador y exjugador neerlandés de fútbol.
En su etapa como futbolista, Rutten era defensa. Desarrolló toda su carrera en el FC Twente, donde debutó en 1979 y se retiró en 1992.
En 1999 comenzó su trayectoria como entrenador, dirigiendo precisamente al FC Twente, con el que ganaría la Copa de los Países Bajos en 2001. Posteriormente, trabajó como asistente en el PSV Eindhoven entre 2002 y 2006. Cinco años después de su marcha del FC Twente, comenzó su segunda etapa en el banquillo del conjunto holandés. También dirigió al FC Schalke 04, pero fue despedido antes de finalizar la temporada, tras ser eliminado de la Copa de Alemania y de la Copa de la UEFA. De ahí pasó al PSV Eindhoven, al que entrenó durante prácticamente 3 temporadas, hasta que fue cesado en sus funciones tras encajar 3 derrotas consecutivas. Su siguiente destino fue el Vitesse Arnhem, al que llevó a la 4.ª posición en la Eredivisie.
En marzo de 2014, se anunció que sería el nuevo entrenador del Feyenoord de Róterdam en la temporada 2014-15. Un año después, el 23 de marzo de 2015, se confirmó que su asistente Giovanni van Bronckhorst le sustituiría a partir de junio.
En la temporada 2016-17 se hizo cargo del Al Shabab. Posteriormente dirigió al Maccabi Haifa.
El 6 de enero de 2019, se incorporó al RSC Anderlecht. Sin embargo, fue despedido el 16 de abril, tras poco más de 3 meses en el cargo.

## Clubes

### Como jugador
| Club      | País         | Año       |
| --------- | ------------ | --------- |
| FC Twente | Países Bajos | 1979-1992 |

### Como entrenador
| Club           | País                   | Año       |
| -------------- | ---------------------- | --------- |
| FC Twente      | Países Bajos           | 1999-2001 |
| FC Twente      | Países Bajos           | 2006-2008 |
| FC Schalke 04  | Alemania               | 2008-2009 |
| PSV Eindhoven  | Países Bajos           | 2009-2012 |
| Vitesse Arnhem | Países Bajos           | 2012-2013 |
| Feyenoord      | Países Bajos           | 2014-2015 |
| Al Shabab      | Emiratos Árabes Unidos | 2016-2017 |
| Maccabi Haifa  | Israel                 | 2018      |
| RSC Anderlecht | Bélgica                | 2019      |